# Lena Park
Lena Park (ur. 23 marca 1976 w Los Angeles) – koreańska piosenkarka. Gra na pianinie i saksofonie.
Studiowała anglistykę na Columbia University. W swojej koreańskiej karierze Lena Park wydała dotychczas osiem albumów i dwa single oraz trzy albumy i siedem singli w Japonii.

## Dyskografia
Albumy koreańskie
- 1998: Piece
- 1999: A Second Helping
- 2001: 2000 Naturally
- 2002: Forever
- 2002: Op.4
- 2003: The Romantic Story of Park Jung Hyun
- 2003: Live Op.4 Concert Project 4th Movement
- 2005: On & On

Single koreańskie
- 2006: Against All Odds
- 2006: 위태로운 이야기

Albumy japońskie
- 2004: another piece
- 2005: Beyond The Line (jap. ビヨンド・ザ・ライン)
- 2006: COSMORAMA

Single japońskie
- 2004: FALL IN LOVE
- 2005: Sanctuary
- 2006: Subete no mono ni anata wo omou
- 2006: Music
- 2006: Gold
- 2006: Ai no Jealousy
- 2007: Inori ~You Raise Me Up~ (jap. 祈り～You Raise Me Up～)